# August Halbe
August Halbe (* 17. März 1912 in Ottfingen; † 5. August 1974 in Olpe) war ein deutscher katholischer Priester. Nach fünf Jahren in sowjetischer Kriegsgefangenschaft im Ural erbaute er die Heimkehrer-Dankeskirche im Bochumer Stadtteil Weitmar und war deren erster Pfarrer.

## Leben
Geboren wurde August Halbe am 17. März 1912 in Ottfingen im Erzbistum Paderborn als sechstes von zehn Kindern. 1932 machte er in Attendorn das Abitur. Nach dem Theologiestudium wurde er am 7. Januar 1940 in Paderborn zum Priester geweiht. 
Erste seelsorgliche Erfahrungen machte Halbe in Groß Ammensleben. 1940 wurde er zum Sanitätsdienst der Wehrmacht nach Tapiau (Ostpreußen) eingezogen und kam 1944 in Rumänien in sowjetische Kriegsgefangenschaft. In seinem Buch 5 Jahre als kriegsgefangener Priester im Ural schilderte Halbe später seine Erinnerungen an die Kriegsjahre. Vom 15. April 1950 an war er Kaplan in der Pfarrgemeinde St. Franziskus in Bochum-Weitmar. Dort trieb er den Bau einer Votivkirche, der Heimkehrer-Dankeskirche im Ortsteil Mark-Neuling voran, die am 12. Dezember 1959 auf das Patrozinium „Heilige Familie – Heimkehr aus Ägypten“ geweiht wurde. Am 6. Januar 1960 wurde er zum Pfarrer dieser Kirche ernannt. 
Für viele Menschen ist die Heimkehrer-Dankeskirche ein Mahnmal für Frieden und Aussöhnung unter den Völkern. Am 6. Juli 1969 musste Pfarrer Halbe aus gesundheitlichen Gründen auf seine Pfarrstelle verzichten. Sein Nachfolger als Pfarrer der Heimkehrer-Dankeskirche wurde Pfarrer Helmut-Martin Jägersberg († 2010). Nach den Jahren in Weitmar wirkte August Halbe noch fünf Jahre seelsorglich in Meinerzhagen. Am 5. August 1974 verstarb Halbe in Olpe und wurde am 7. August 1974 in seinem Heimatort Ottfingen bestattet.

## Werke
- 5 Jahre kriegsgefangener Priester im Ural – Ein Erlebnisbericht von Vikar August Halbe. Braun-Druck KG Bochum, 1957.